# Бани (река)
Бани́ (фр. Bani) — река в Мали, правый приток Нигера.
Длина — 430 (416) км, площадь водосборного бассейна — 101 тыс. км². Бани образуется слиянием рек Багоэ и Бауле в 160 км восточнее Бамако. Протяжённость реки, если считать от истока Бауле до устья Бани, составляет 775 км. Бани на всём своём протяжении протекает по малийской территории, впадая в Нигер в городе Мопти. Около 15 % бассейна реки находится на территории северного Кот-д’Ивуара.
В зависимости от места, количество осадков в бассейне реки колеблется от 500 до 1500 мм в год. Однако, количество резко сезонно — в некоторые годы с ноября по апрель может выпасть всего несколько миллиметров осадков.
Река играет важнейшую роль для местной фауны и населения (источник питья, орошения, судоходство, рыболовство). Однако, продолжительные засухи и сильные летние ливни влияют на уровень реки и расход воды. От наводнений страдают около 500 тыс. жителей, поэтому на реке планируется строительство дамбы.